# Antoni (Zubko)
Antoni, imię świeckie Antoni Zubko (ur. 21 czerwca?/2 lipca 1797 w Biełym, zm. 3 lutego?/15 lutego 1884 w Pożajściu) – duchowny greckokatolicki, następnie biskup Rosyjskiego Kościoła Prawosławnego.

## Życiorys
Pochodził z rodziny greckokatolickiego duchownego. W 1809 rozpoczął naukę w unickim seminarium w Połocku. Po jego ukończeniu w 1816 kontynuował kształcenie w połockiej akademii jezuickiej, a po uzyskaniu jej dyplomu w głównym seminarium duchownym w Wilnie. W 1822 uzyskał w nim tytuł magistra teologii. Został zatrudniony w seminarium w Połocku w charakterze wykładowcy logiki, retoryki, historii powszechnej oraz historii Kościoła oraz teologii moralnej. Święcenia kapłańskie przyjął w 1824. Służył w unickim soborze w Połocku i zasiadał w konsystorzu diecezji połockiej. W 1825 został skierowany do pracy w Kolegium Duchownym w Petersburgu, w wydziale nadzorującym działalność Kościoła unickiego w Imperium Rosyjskim. W 1828 został rektorem seminarium duchownego przy klasztorze bazyliańskim w Żyrowiczach. Zostało ono zorganizowane z inicjatywy władz carskich, na wzór seminariów prawosławnych.
Wyświęcony na sufragana litewskiego w 1834, z tytułem biskupa brzeskiego, zachował stanowisko rektora. Należał do głównych organizatorów likwidacji Kościoła unickiego na ziemiach litewskich i białoruskich, opowiadając się za włączeniem jego struktur, wraz z wiernymi, do Rosyjskiego Kościoła Prawosławnego. Sam przeszedł na prawosławie w 1839, podczas synodu połockiego (którego był jednym z organizatorów), zachowując godność biskupią. W 1840 objął urząd prawosławnego biskupa mińskiego i bobrujskiego. Od 1841 arcybiskup. W 1848 ustąpił z piastowanych godności z powodu choroby. Zamieszkiwał początkowo na folwarku należącym do prawosławnej eparchii mińskiej, następnie w monasterze w Żyrowiczach, a następnie w monasterze w Pożajściu, urządzonym przez władze carskie w dawnym klasztorze kamedułów. Tam też zmarł w 1884.